# 파이어플라이 (브랜드)
파이어플라이(영어: Firefly, 중국어 간체자: 萤火虫, 병음: Yínghuǒchóng)는 2024년 중국 자동차 제조 기업 니오에 의해 설립된 전기 자동차 브랜드로, 중국 및 유럽 자동차 시장을 위한 소형 고급 전기 자동차를 전문으로 한다.

## 역사
파이어플라이 브랜드는 2024년 12월 21일 니오 데이 2024 회사 행사에서 중국에 공식적으로 데뷔했다. 소형 고급 전기 자동차 브랜드로 설립된 파이어플라이의 목표 시장은 유럽이며, 니오의 CEO 윌리엄 리는 이 브랜드를 스마트 및 미니를 포함한 유럽 프리미엄 소형 자동차 브랜드의 경쟁자로 묘사했다. 중국 출시와 2025년 2분기 유럽 출시 이후, 이 브랜드는 최종적으로 라틴아메리카와 동남아시아 시장에서도 판매될 예정이다. 니오는 당초 파이어플라이를 중국보다 유럽에서 먼저 출시할 계획이었으나, 유럽의 관세가 출시 지연의 원인으로 지목되었다.
니오 데이 2024 행사에서 전 SAIC-GM 임원인 다니엘 진이 파이어플라이 브랜드의 사장으로 발표되었다.

## 제품
- 파이어플라이 (2025년~현재), 소형 해치백

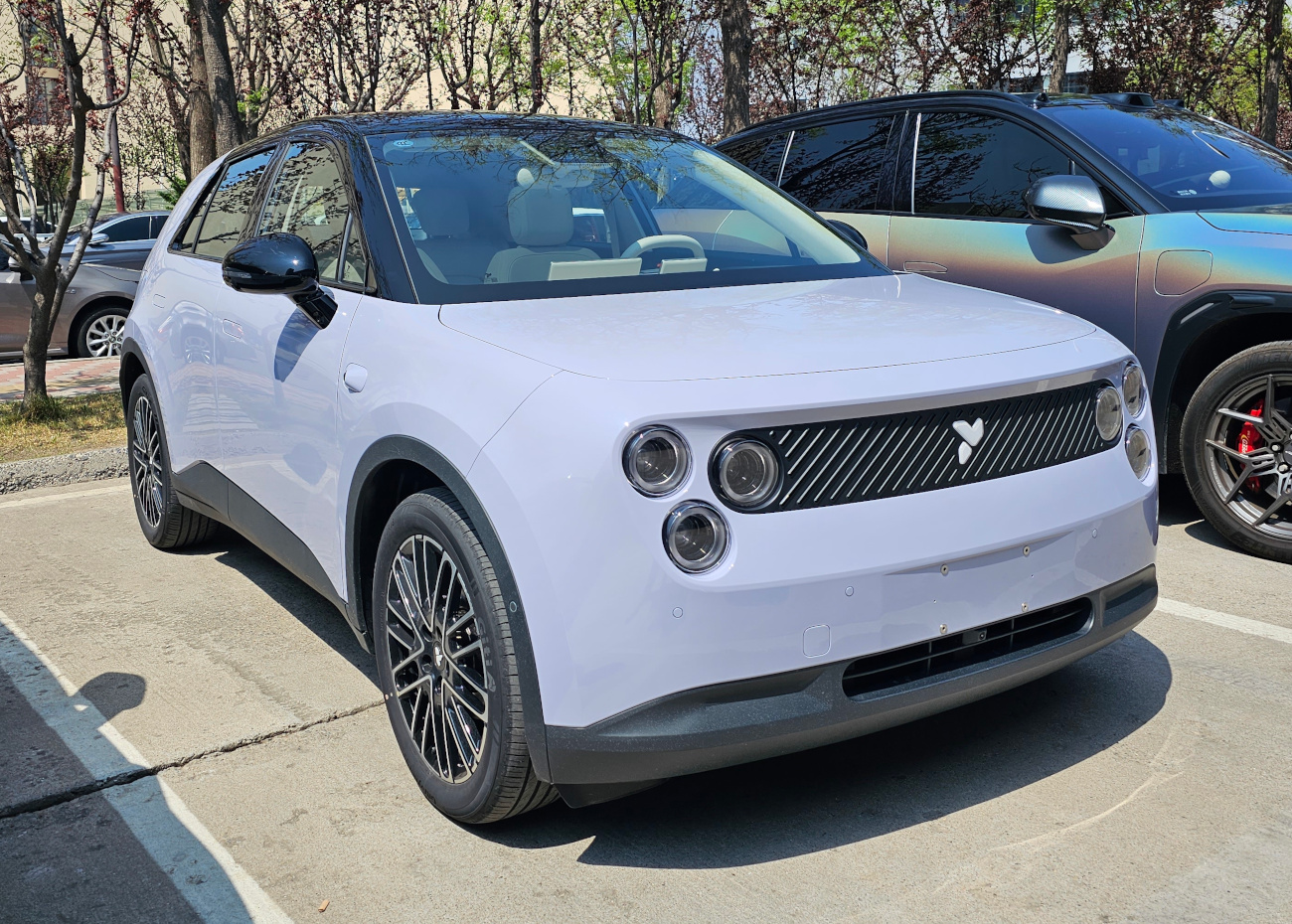
파이어플라이 (차량)

## 같이 보기
- 온보: 니오가 소유 중인 또 다른 대중 시장 자동차 브랜드.